# Peter Hilton
Peter Hilton (Londres, 7 de abril de 1923 – Binghamton, 6 de novembro de 2010) foi um matemático inglês.

## Obras
- An introduction to homotopy theory. Cambridge Tracts in Mathematics and Mathematical Physics, Bd. 43, Cambridge University Press, 1953, ISBN 0-521-05265-3.
- com Shaun Wylie: Homology theory: An introduction to algebraic topology. Cambridge University Press, New York, 1960, 1967, ISBN 0-521-09422-4
- Homotopy theory and duality. Gordon and Breach, New York-London-Paris, 1965, ISBN 0-677-00295-5.
- com Guido Mislin, Joe Roitberg: Localization of nilpotent groups and spaces. North-Holland Publishing Co., Amsterdam-Oxford, 1975, ISBN 0-444-10776-2.
- Nilpotente Gruppen und nilpotente Räume. Springer-Verlag 1982 (Vorlesung an der ETH Zürich).
- General cohomology and {\displaystyle K}-theory. Cambridge University Press 1971 (Vorlesung in São Paulo 1968).
- com Urs Stammbach: A course in homological algebra. 2. Auflage. Springer Verlag, Graduate Texts in Mathematics, 1997, ISBN 0-387-94823-6.
- com Jean Pedersen, Derek Holton: Mathematical Reflections – in a room with many mirrors. Springer, 1998, ISBN 0-387-94770-1.
- com Jean Pedersen, Derek Holton: Mathematical Vistas. Springer-Verlag 2002, ISBN 0-387-95064-8.
- com Hubert Brian Griffiths: Klassische Mathematik in zeitgemäßer Darstellung. 3 Bände, Vandenhoeck & Ruprecht, Göttingen 1976–1978, (englisch: A Comprehensive Textbook of Classical Mathematics. Springer-Verlag 1970).
- com Yel-Chiang Wu: A course in modern algebra. Wiley Interscience 1974, 1989, ISBN 0-471-50405-X.
- Living with Fish: Breaking Tunny in the Newmanry and the Testery. In: Jack Copeland (Hrsg.): Colossus: The Secrets of Bletchley Park's Codebreaking Computers. Oxford University Press, 2006, ISBN 0-19-284055-X, S. 183.
- Interview mit Hilton in Cryptologia, Bd. 30, 2006, Nr. 3, S. 236 (geführt von David Kahn, David Joyner).